# США на летних Олимпийских играх 1908
На летних Олимпийских играх 1908 года США представляли 122 спортсмена (все — мужчины). Они завоевали 23 золотых, 12 серебряных и 12 бронзовых медалей, что вывело сборную на 2-е место в неофициальном командном зачёте.

## Медалисты
| Медаль  | Спортсмен                                                                           | Вид спорта       | Дисциплина                                                |
| ------- | ----------------------------------------------------------------------------------- | ---------------- | --------------------------------------------------------- |
| Золото  | Мелвин Шеппард                                                                      | Лёгкая атлетика  | Мужчины, 800 м                                            |
| Золото  | Мелвин Шеппард                                                                      | Лёгкая атлетика  | Мужчины, 1500 м                                           |
| Золото  | Джон Хейз                                                                           | Лёгкая атлетика  | Мужчины, марафон                                          |
| Золото  | Форрест Смитсон                                                                     | Лёгкая атлетика  | Мужчины, 110 м с барьерами                                |
| Золото  | Чарльз Бэкон                                                                        | Лёгкая атлетика  | Мужчины, 400 м с барьерами                                |
| Золото  | Мелвин Шеппард Натаниэль Картмелл Уильям Хемилтон Джон Бакстер Тейлор-мл.           | Лёгкая атлетика  | Мужчины, смешанная эстафета                               |
| Золото  | Фрэнсис Айронс                                                                      | Лёгкая атлетика  | Мужчины, прыжки в длину                                   |
| Золото  | Гарри Портер                                                                        | Лёгкая атлетика  | Мужчины, прыжки в высоту                                  |
| Золото  | Эдвард Кук Альфред Гилберт                                                          | Лёгкая атлетика  | Мужчины, прыжки с шестом                                  |
| Золото  | Реймонд Юри                                                                         | Лёгкая атлетика  | Мужчины, прыжки в длину с места                           |
| Золото  | Реймонд Юри                                                                         | Лёгкая атлетика  | Мужчины, прыжки в высоту с места                          |
| Золото  | Ральф Роуз                                                                          | Лёгкая атлетика  | Мужчины, толкание ядра                                    |
| Золото  | Мартин Шеридан                                                                      | Лёгкая атлетика  | Мужчины, метание диска                                    |
| Золото  | Мартин Шеридан                                                                      | Лёгкая атлетика  | Мужчины, метание диска греческим стилем                   |
| Золото  | Джон Флэнаган                                                                       | Лёгкая атлетика  | Мужчины, метание молота                                   |
| Золото  | Джей Гулд                                                                           | Жё-де-пом        | Мужчины, одиночный разряд                                 |
| Золото  | Уильям Льюшнер Уильям Мартин Чарльз Уиндер Келлог Кейси Иван Истман Самнер Бенедикт | Стрельба         | Мужчины, армейская винтовка, командное первенство         |
| Золото  | Джеймс Горман Ирвинг Калкинс Джон Диц Чарльз Экстелл                                | Стрельба         | Мужчины, пистолет, 50 ярдов, командное первенство         |
| Золото  | Уолтер Уайнэнс                                                                      | Стрельба         | Мужчины, стрельба по подвижной мишени двойными выстрелами |
| Золото  | Чарльз Дэниэльс                                                                     | Плавание         | Мужчины, 100 м вольным стилем                             |
| Золото  | Джордж Менерт                                                                       | Борьба           | Мужчины, вольная борьба, до 54,0 кг                       |
| Золото  | Джордж Доул                                                                         | Борьба           | Мужчины, вольная борьба, до 60,3 кг                       |
| Серебро | Джеймс Ректор                                                                       | Лёгкая атлетика  | Мужчины, 100 м                                            |
| Серебро | Роберт Клауен                                                                       | Лёгкая атлетика  | Мужчины, 200 м                                            |
| Серебро | Джон Гэррелс                                                                        | Лёгкая атлетика  | Мужчины, 110 м с барьерами                                |
| Серебро | Гарри Хиллман                                                                       | Лёгкая атлетика  | Мужчины, 400 м с барьерами                                |
| Серебро | Джордж Бонег Джон Эйзеле Герберт Труби                                              | Лёгкая атлетика  | Мужчины, 3 мили среди команд                              |
| Серебро | Дэниел Келли                                                                        | Лёгкая атлетика  | Мужчины, прыжки в длину                                   |
| Серебро | Джон Биллер                                                                         | Лёгкая атлетика  | Мужчины, прыжки в высоту с места                          |
| Серебро | Меррит Гиффин                                                                       | Лёгкая атлетика  | Мужчины, метание диска                                    |
| Серебро | Мэттью Макграт                                                                      | Лёгкая атлетика  | Мужчины, метание молота                                   |
| Серебро | Маркус Хорр                                                                         | Лёгкая атлетика  | Мужчины, метание диска греческим стилем                   |
| Серебро | Келлог Кейси                                                                        | Стрельба         | Мужчины, винтовка, 1000 ярдов                             |
| Серебро | Гарри Саймон                                                                        | Стрельба         | Мужчины, винтовка, 300 м                                  |
| Бронза  | Генри Барбер Ричардсон                                                              | Стрельба из лука | Мужчины, двойной йоркский круг                            |
| Бронза  | Натаниэль Картмелл                                                                  | Лёгкая атлетика  | Мужчины, 200 м                                            |
| Бронза  | Джозеф Форшоу                                                                       | Лёгкая атлетика  | Мужчины, марафон                                          |
| Бронза  | Артур Шоу                                                                           | Лёгкая атлетика  | Мужчины, 110 м с барьерами                                |
| Бронза  | Джон Эйзеле                                                                         | Лёгкая атлетика  | Мужчины, 3200 м с препятствиями                           |
| Бронза  | Чарльз Джекобс                                                                      | Лёгкая атлетика  | Мужчины, прыжки с шестом                                  |
| Бронза  | Джон Гэррелс                                                                        | Лёгкая атлетика  | Мужчины, толкание ядра                                    |
| Бронза  | Маркус Хорр                                                                         | Лёгкая атлетика  | Мужчины, метание диска                                    |
| Бронза  | Мартин Шеридан                                                                      | Лёгкая атлетика  | Мужчины, прыжки в длину с места                           |
| Бронза  | Джордж Гайдзик                                                                      | Прыжки в воду    | Мужчины, трамплин                                         |
| Бронза  | Джеймс Горман                                                                       | Стрельба         | Мужчины, пистолет, 50 ярдов                               |
| Бронза  | Лео Гудвин Чарльз Дэниельс Лесли Рич Гарри Хебнер                                   | Плавание         | Мужчины, эстафета 4×200 метров вольным стилем             |